# Cherax woworae
Cherax woworae — вид десятиногих ракоподібних родини Parastacidae. Вид популярний у торгівлі домашніми тваринами, де він продається під назвою «блакитний місячний рак», але був описаний лише у 2023 році.

## Назва
Вид названо на честь Дейзі Вовор, кураторки у Богорському зоологічному музеї на острові Ява в Індонезії.

## Поширення та біологія
Ендемік Нової Гвінеї. Поширений в індонезійській провінції Південно-Західне Папуа. Типові зразки зібрані в окрузі Темінабуан у регентстві Південний Соронг.